# Ernesto Bark
Ernst von Bark Schultz (Kaava, 23 de marzo de 1858-Madrid, 24 de octubre de 1922), castellanizado Ernesto Bark, fue un publicista y escritor de origen livonés asentado en España desde finales del siglo xix, participante de la escena bohemia madrileña de la época.

## Biografía
Nació el 23 de marzo de 1858 en Kaava, Laiuse, proximidades de Dorpart, entonces parte del Imperio ruso. Perseguido por la policía zarista a causa de actividades revolucionarias, Ernesto Bark llegó a España por primera vez sobre 1880 y terminó por establecerse en Madrid, donde escribió medio centenar de libros y gran número de artículos periodísticos de contenido socialista o progresista. 
Entre 1890 y 1892 vivió en Alicante, donde colaboró con la revista Crisol. Dirigió las revistas La República Social (1895), Cartagena Moderna y Spanien. Fue redactor y colaborador de El País, La Justicia, Germinal y otros.
En cuanto a su autoidentificación, aparte de presentarse como livonés, declaró tener tres nacionalidades: «la alemana etnográficamente, la rusa por política (y por desgracia) y la española por afirmación y amor», autoidentificándose contextualmente en cualquier caso en escritos como alemán (de las provincias bálticas). A veces también afirmaba ser polaco. Incluso en Diccionario de literatura española e hispanoamericana (Alianza, Madrid, 1993) refuerzan la creencia incorrecta sobre el origen polaco del escritor. Pío Baroja le llamó «letón revolucionario». Sin embargo, los estudiosos están de acuerdo de que tenía una larga barba y llevaba una vida bohemia, y que subsistía de dar clases de idiomas (conocía diecisiete lenguas). Aparece en Luces de bohemia de Ramón María del Valle-Inclán bajo el nombre de Basilio Soulinake, aunque este autor lo usa también en otros libros (La guerra carlista, La lámpara maravillosa). Lo cita en sus memorias Alejandro Sawa y lo evocan también en sus escritos Pío Baroja y Azorín. Se han barajado fechas de fallecimiento desde 1914 hasta 1924. Sin embargo, falleció en su domicilio del número 57 de la madrileña calle de Ayala el 24 de octubre de 1922, tal como certifican notas necrológicas en periódicos como La Libertad o El Liberal. En vez de en el cementerio civil, fue inhumado al día siguiente en el cementerio de la Almudena empleándose el rito católico profesado por su mujer Matilde Cabello.

## Obra
- — (1883). Wanderungen in Spanien und Portugal.
- — (1888). España y el extranjero.
- — (1889). La libertad religiosa en España.
- — (1889). La prensa española.
- — (1891). Los vencidos. Alicante.[a]
- —. Modernismo.
- —. Alma española.
- —. Estadística social.
- — (1889). La prensa española.
- — (1900). Política Social. Soluciones positivas de la Sociología Contemporánea. Biblioteca Germinal. Madrid.
- —. La filosofía del placer.
- —. Soluciones sociales radicales y las socialistas, anarquistas y sindicalistas.